# Papa Inocențiu al VIII-lea
Papa Inocențiu al VIII-lea (n. 1432, Genova, Republica Genova – d. 25 iulie 1492, Roma, Statele Papale) a fost un papă al Romei și a rămas în istorie ca întemeietorul Inchiziției. 
A avut mai mulți fii nelegitimi, din care a recunoscut opt. Pe patul de moarte a cerut să i se aducă o doică, să-l hrănească cu lapte proaspǎt direct de la sân.
Caracter slab, fermecător și ineficient, s-a lăsat condus de puternicul și belicosul della Rovere, cere îi susținuse candidatura numai pentru că el însuși nu putuse întruni numărul de voturi necesar. După probleme imediate solicitau atenția papei: falimentul iminent, datorat traiului său princiar, și situația Romei, sfâșiată de luptele dintre familiile Colonna și Orsini, ai căror adepți se ucideau zilnic între ei, în plină stradă. Nici una dintre ele nu a fost soluționată.
Încercarea de a percepe taxe papale în Napoli a fost respinsă pe motivul Sixt IV scutise regatul de aceste plăți. Împins de della Rovere, Inocențiu l-a invitat apoi pe ducele René de Lorena să preia tronul regatului Napoli și i-a sprijinit pe nobilii napolitani care se ridicaseră împotriva regelui lor, Ferdinand I. Della Rovere a fost trimis în Franța pentru a încheia alianța cu ducele René și pentru a-l escorta spre Italia. În absența lui, Inocențiu a perfectat o înțelegere fără sens cu Ferdinand, cu care, de altfel, avea să se mai certe și împace încă o dată, până la sfârșitul domniei, un joc dublu care l-a făcut să piardă sprijinul lui della Rovere. Papa s-a îndreptat atunci spre Lorenzo de’ Medici. A cimentat noua prietenie prin căsătoria unuia dintre fiii săi bastarzi cu fiica lui Lorenzo și prin numirea în funcția de cardinal a lui Giovanni, fiul de 14 ani al lui Lorenzo. 
În 1489, Inocențiu a început să se ocupe de problema turcească, prin negocieri cu sultanul Baiazid al II-lea. Pentru a-l ține captive în Roma pe fratele sultanului, papa a primit un tribut anual generos și o relicvă de valoare, Iancea cu care se crede că Hristos fost străpuns într-o parte a trupului, în timpul crucificării. În 1490, papa s-a îmbolnăvit și vulturii, în special unul dintre fiii săi, s-au năpustit asupra prăzii. Papa s-a lecuit de friguri, dar în 1491 boala a revenit și Inocențiu a zăcut peste 1 an, înainte de a muri. În această perioadă, a primit vestea că, în ianuarie 1492, suveranii spanioli, Ferdinand de Aragon și Isabella de Castilia, îi alungaseră pe musulmanii vecini din Granada, alipindu-și regatul lor și încheind astfel un episod din istoria Spaniei, ce începuse în secolul VIII, cu peste 700 de ani în urmă.
În iunie și iulie, starea sănătății papei a fluctuat. Pe 25 iulie, după o lungă și grea suferință, papa a murit seara, târziu, cu doar o săptămână înaintea de plecarea lui Cristofor Columb în călătoria sa spre vest.